# 佳美道
佳美道（英語：Carmel Road）是香港島南區赤柱的一條道路，為傳統的豪宅區，鄧麗君亦曾經在這裡居住。
道路連接馬坑及赤柱，東接赤柱村道，西連環角道。此路為往返赤柱和馬坑的必經之路，自從本路延長至環角道後，便有多條來往市區和赤柱的巴士和小巴線改經此路，而不經赤柱峽道，方便馬坑多個屋苑之居民。
另外，此路於赤柱廣場對開設有馬坑巴士總站，行人亦可乘搭赤柱廣場的升降機往返山下的赤柱大街和赤柱市集。

## 鄰近建築和屋苑
- 赤柱廣場
- 赤柱市政大廈
- 馬坑邨
- 龍德苑
- 龍欣苑
- 歌敦臺

## 交匯道路
- 赤柱村道
- 環角道